# Could This Be Love
Could This Be Love è una canzone della rock band Toto, ultimo singolo estratto dall'album Fahrenheit.

## Informazioni
Il brano fu scritto nel 1985 da David Paich e Joseph Williams, ed ebbe un buon successo commerciale, il singolo si posizionò al quarantesimo posto nella Billboard Hot 100. Nella registrazione troviamo come ospite Dennis Frederiksen, che nel 1985, prima di lasciare i Toto registrò le parti di voce secondaria del brano, questa registrazione sarà anche l'ultima di Fergie con i Toto, del brano non fu però girato il videoclip.

## Tracce
1. Could This Be Love
2. Somewhere Tonight

## Formazione
- Joseph Williams - voce primaria
- Dennis Frederiksen - voce secondaria
- Steve Lukather - chitarra elettrica e voce secondaria
- David Paich - tastiera e voce secondaria
- Steve Porcaro - tastiera
- Mike Porcaro - basso elettrico
- Jeff Porcaro - percussioni